# Pat Boone
Pat Boone, all'anagrafe Charles Eugene Boone (Jacksonville, 1º giugno 1934), è un cantante, attore, compositore, scrittore, filantropo, conduttore radiofonico, imprenditore e personaggio televisivo statunitense.
Tra le più grandi celebrità della musica popolare statunitense,Negli anni Cinquanta Boone era uno dei cantanti più apprezzati d'America tanto da entrare in competizione con Elvis Presley nelle classifiche statunitensi. Ottenne ampia visibilità anche grazie alle numerose apparizioni cinematografiche e televisive, che consolidarono la sua immagine di bravo e devoto ragazzo del sud.
Negli anni Boone ha lasciato un segno indelebile all'interno della cultura statunitense, intessendo amicizie con numerose figure di spicco sia del mondo artistico, come Elvis Presley e Frank Sinatra, sia con varie figure politiche come Ronald Reagan, Jimmy Carter e Richard Nixon.
Durante la sua carriera discografica, che dura da oltre settant'anni, Boone ha raggiunto per un totale di 38 volte la top 40 delle classifiche statunitensi, arrivando in 6 occasioni alla prima posizione. Egli ha inciso brani in inglese, tedesco ed italiano vendendo circa 50 milioni di dischi in tutto il mondo.
Attivo nel mondo dell'industria musicale dal 1953, Boone è successivamente diventato noto anche come commentatore politico di stampo conservatore, nonché per la sua carriera di attore e scrittore.
Egli è stato anche presentatore del programma The Pat Boone Chevy Showroom dal 1957 fino al 1960; nel programma ha ospitato alcuni degli artisti più famosi dell'epoca tra i quali Tony Bennett e Cliff Richard.
Nella sua lunga carriera, Boone ha collaborato con numerosi artisti di fama internazionali tra i quali Johnny Cash, Ella Fitzgerald, Nat King Cole e numerosi altri.
Tra i suoi brani più popolari vi sono Speedy Gonzalez, Love Letters in the Sand e Moody River.

## Biografia

### Infanzia
Nato in Florida, ma cresciuto a Nashville nel Tennessee, da Archie Altman Boone (impresario edile) e da Margaret Virginia (un'infermiera), Charles "Pat" Boone era fratello maggiore, di un anno esatto, di Cecil Altman Boone (1 giugno 1935 – 20 gennaio 2023) noto in arte come Nick Todd ed anche lui cantante pop.

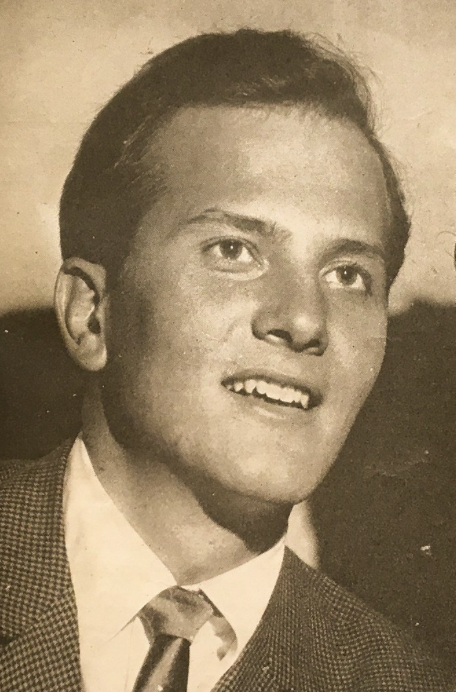
Pat Boone

### Esordio e prime hit (1952-1955)
Nel 1953 comincia la sua carriera musicale firmando un contratto con la Republic Records con la quale, nello stesso anno, pubblica il suo primo singolo "A Halfway Chance With You".
Nel 1955 stipula un contratto con la Dot Records; è con essa che, nel 1955, pubblica la sua versione di Ain't That a Shame, brano di Fats Domino, riscuotendo un enorme successo e ponendo le basi per la sua prima parte di carriera. Durante questo periodo Boone si concentrò sulla registrazione di cover di brani rhythm and blues di artisti neri, rivolgendosi però ad un mercato americano bianco.
Elvis Presley aprì un concerto di Pat Boone del 1955 a Brooklyn, in Ohio.

### Il successo internazionale (1956-1962)

#### I successi pop
Alla fine degli anni Cinquanta e agli inizi degli anni Sessanta, Boone riscosse numerosi successi quali "I'll Be Home", "April Love" (che raggiunge la prima posizione negli Stati Uniti per due settimane nel 1957 e la seconda in Olanda), "Friendly Persuasion" e "Love Letters In The Sand", inserita nella colonna sonora del film La donna del sogno diretto da Henry Levin e incisa anche in italiano con il testo di Misselvia e il titolo Parole d'amore sulla sabbia, e che nel 1957 raggiunge la prima posizione negli Stati Uniti per 5 settimane e nei Paesi Bassi per 13 settimane.

#### Il programma "The Pat Boone Chevy Showroom"e gli ultimi successi

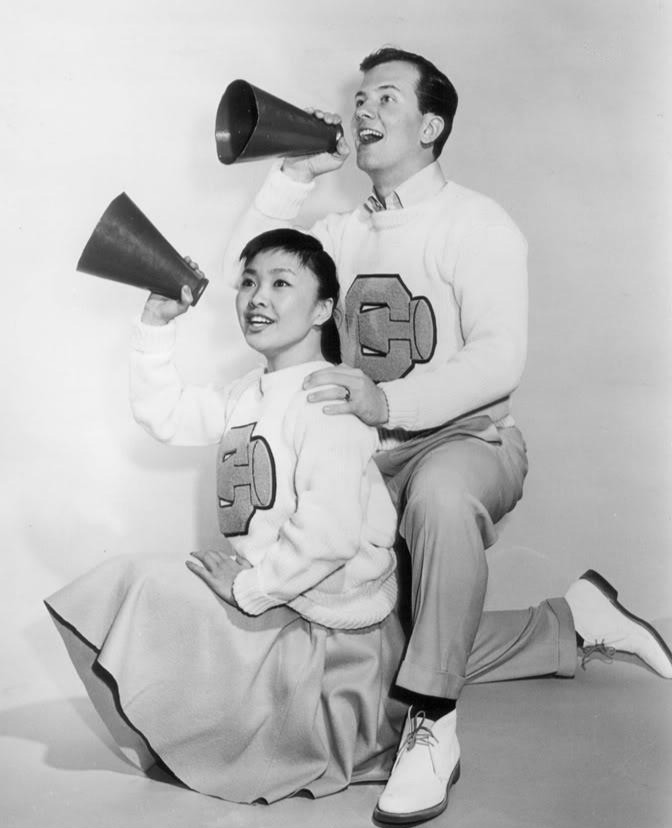
La cantante Pat Suzuki assieme a Boone nel corso del programma Pat Boone Chevy Showroom, nel 1959

Nel 1957, all'età di soli 23 anni, l'emittente ABC gli affidò la conduzione di un programma televisivo dal nome "The Pat Boone Chevy Showroom" che venne registrato quotidianamente dal 3 ottobre 1957 al 23 giugno 1960. Lo spettacolo riscosse un buon successo da parte del pubblico e fu uno dei primi che, per esplicita volontà di Boone, ospitò anche personalità afroamericane (tra le quali Ella Fitzgerald e Count Basie), altri ospiti rilevanti del programma furono Tony Bennett e Cliff Richard.
"Moody River", che nel 1961 raggiunge la prima posizione nella Billboard Hot 100, è il suo ultimo successo statunitense alla prima posizione.
Nel 1962 il singolo Speedy Gonzales raggiunge la prima posizione in Germania per 18 settimane, in Italia per sette settimane, in Olanda per quattro settimane e in Norvegia per sei settimane e la sesta posizione nella Billboard Hot 100. Il brano, che è stato successivamente re-interpretato numerose volte, è l'ultima grande hit di Pat Boone.
Fra gli anni cinquanta e sessanta egli ha interpretato alcuni film ed è apparso anche in alcune serie televisive, proseguendo parallelamente l'attività discografica.
Ha composto ed interpretato musiche per diverse pellicole, tra le quali Il sole nel cuore.

### Anni successivi (1962-oggi)

#### Successo nella musica gospel
A partire dagli anni Sessanta fino ad oggi, la quasi totalità dei dischi di Boone appartiene ai generi gospel e spiritual, ispirato dalla fede cristiana evangelica del cantante.

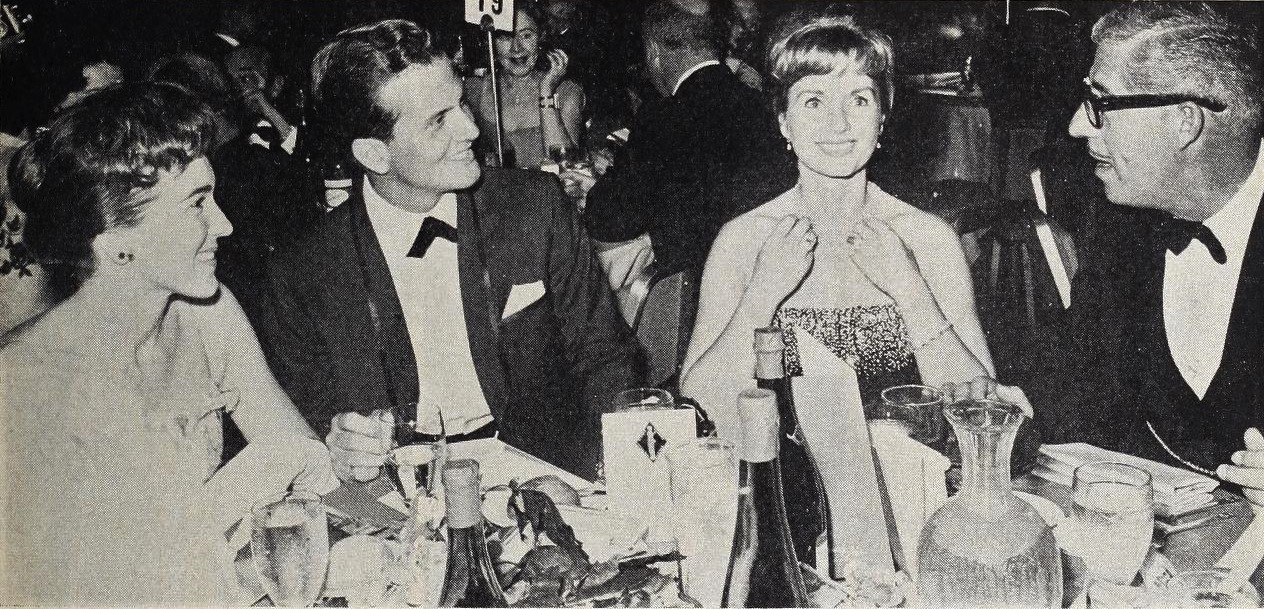
Pat Boone e la moglie Shirley conversano con l'attrice Debbie Reynolds e suo marito Harry Karl, nel 1960

#### Pat Boone e il periodo italiano
Boone è stato interprete di diversi brani incisi in lingua italiana, tra i quali Quando quando quando (di cui è autore del testo in inglese), Mai, mai, mai Valentina, E fuori la pioggia cade, Se tu non fossi qui e Tu che non hai mai amato
Boone prese parte al Festival di Sanremo 1966 con Mai mai mai Valentina, cantata assieme a Giorgio Gaber, e Se tu non fossi qui, eseguita in coppia con Peppino Gagliardi. Con tali canzoni si posizionò, rispettivamente, al sesto posto con Gaber e al nono assieme a Peppino Gagliardi.
Dopo l'esperienza sanremese Boone apparve sporadicamente nei decenni successivi nella televisione italiana.

#### Il nuovo programma "The Pat Boone Show"e il gruppo "Pat Boone Family"

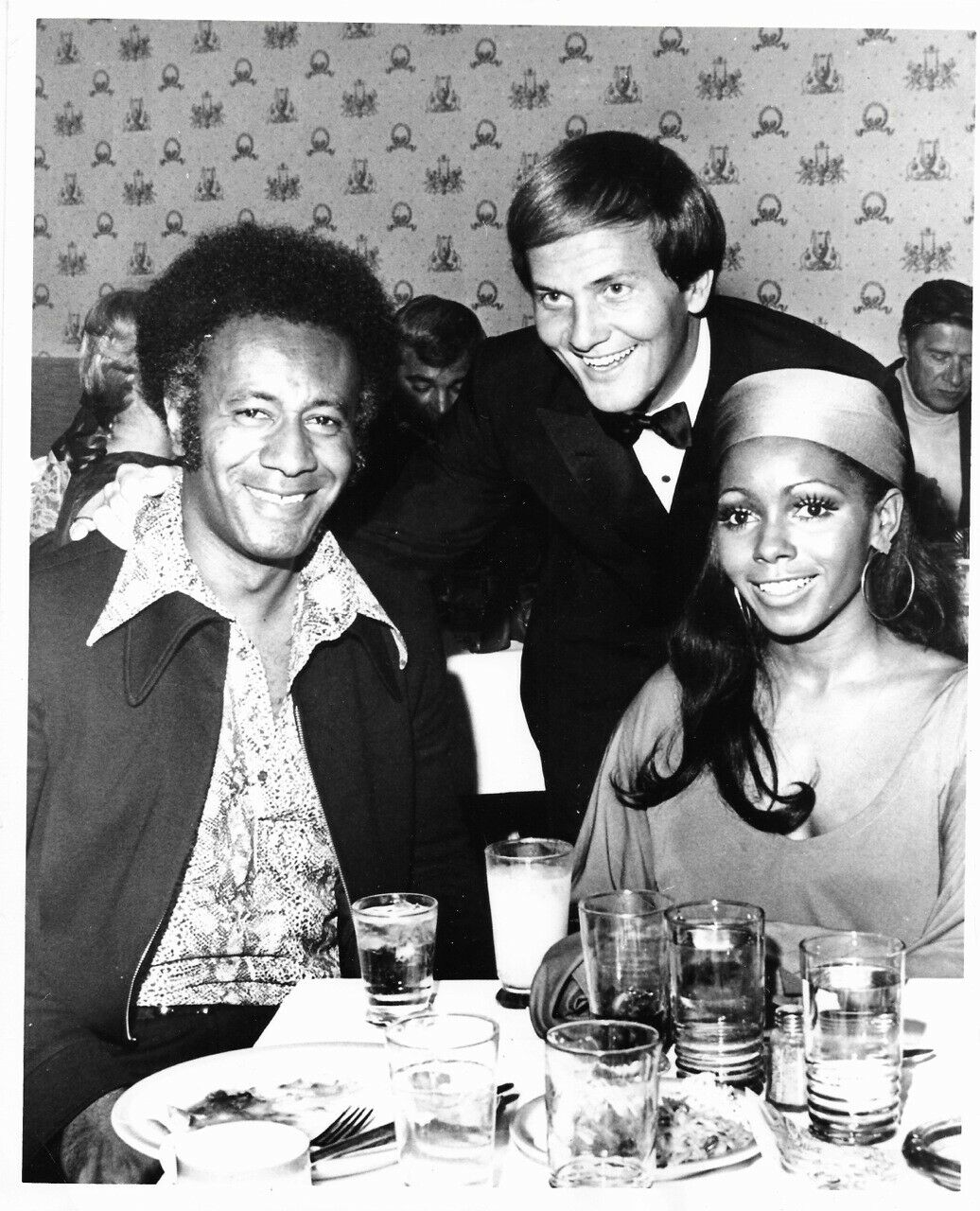
Pat Boone (al centro) assieme al regista Raymond St. Jacques e all'attrice Judy Pace nel 1970

Nel 1966 Boone firmò con la NBC un contratto come conduttore di un suo personale programma, la sua seconda esperienza televisiva dopo quella del programma The Pat Boone Chevy Showroom (1957-1960).
Il nuovo programma, dal titolo "The Pat Boone Show", andò in onda la mattina dal lunedì al venerdì alle 11.00 fino alle 11.30. In questa mezz'ora di spettacolo Boone offriva performance musicali e invitava vari artisti ad esibirsi.
Il programma esordì il 17 ottobre 1966 e si concluse il 30 giugno del 1967.
Nel 1966 Pat Boone registrò l'album Wish You Were Here, Buddy che includeva canzoni contro le proteste della guerra del Vietnam. Nel disco Pat Boone esprime il suo punto di vista sul conflitto: egli riteneva che, dato che molti giovani soldati perdevano quotidianamente la vita sul campo di battaglia, fosse insensibile e irrispettoso che coloro che rifiutavano la leva si organizzassero in rivolte pericolose e mal organizzate e che bruciassero pubblicamente la loro carta di richiamo al servizio militare. Egli disse anche che aveva seguito un corso da medico e che, se fosse stato chiamato, avrebbe prestato servizio come medico militare essendo lui obiettore di coscienza.
Nei primi anni '70, Boone fondò l'etichetta discografica Lamb & Lion Records. Nel 1973 pubblica il disco S-A-V-E-D, contente musica di ispirazione cristiana e per il quale il collega-amico Johnny Cash ha scritto due brani, dicendo in seguito: 
(Johnny Cash, nelle note di copertina dell'album S-A-V-E-D del 1973)

Nel 1974 Boone firmò inoltre con la Motown per l'incisione di alcuni dischi di musica country che ottennero un discreto successo.

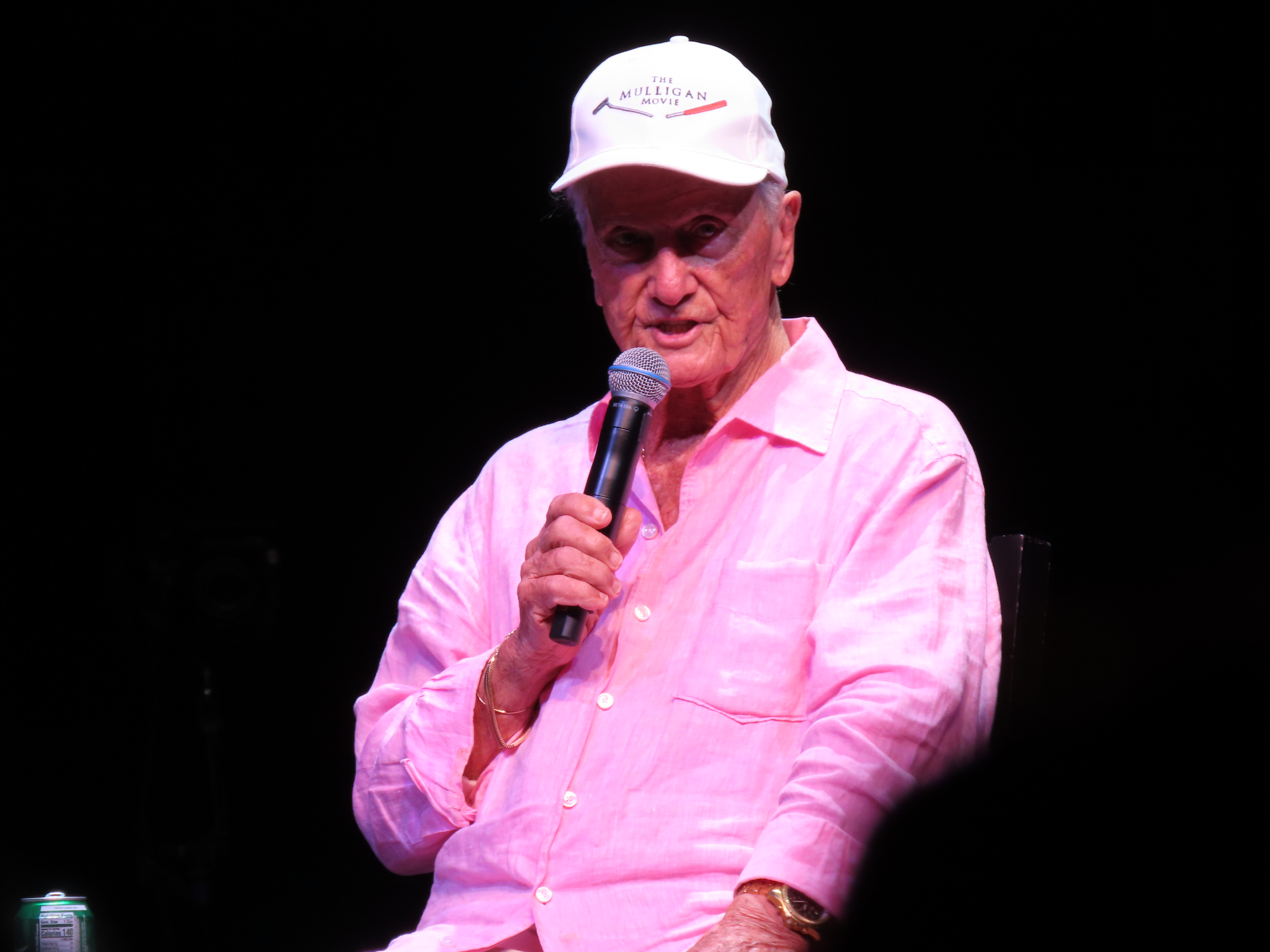
Pat Boone in una conferenza del 15 agosto 2022

Nello stesso periodo egli intraprende un nuovo progetto musicale formando i The Pat Boone Family, un gruppo di musica gospel composto dai membri della sua famiglia.In seguito le quattro figlie pubblicheranno alcuni dischi sotto il nome The Boones.
A metà degli anni '70, Boone comincia ad ospitare nella sua residenza di Beverley Hills delle lezioni private sulla Bibbia e sulla storia di Gesù. A tali lezioni presero parte numerose star internazionali come Doris Day, Glenn Ford e Priscilla Presley.

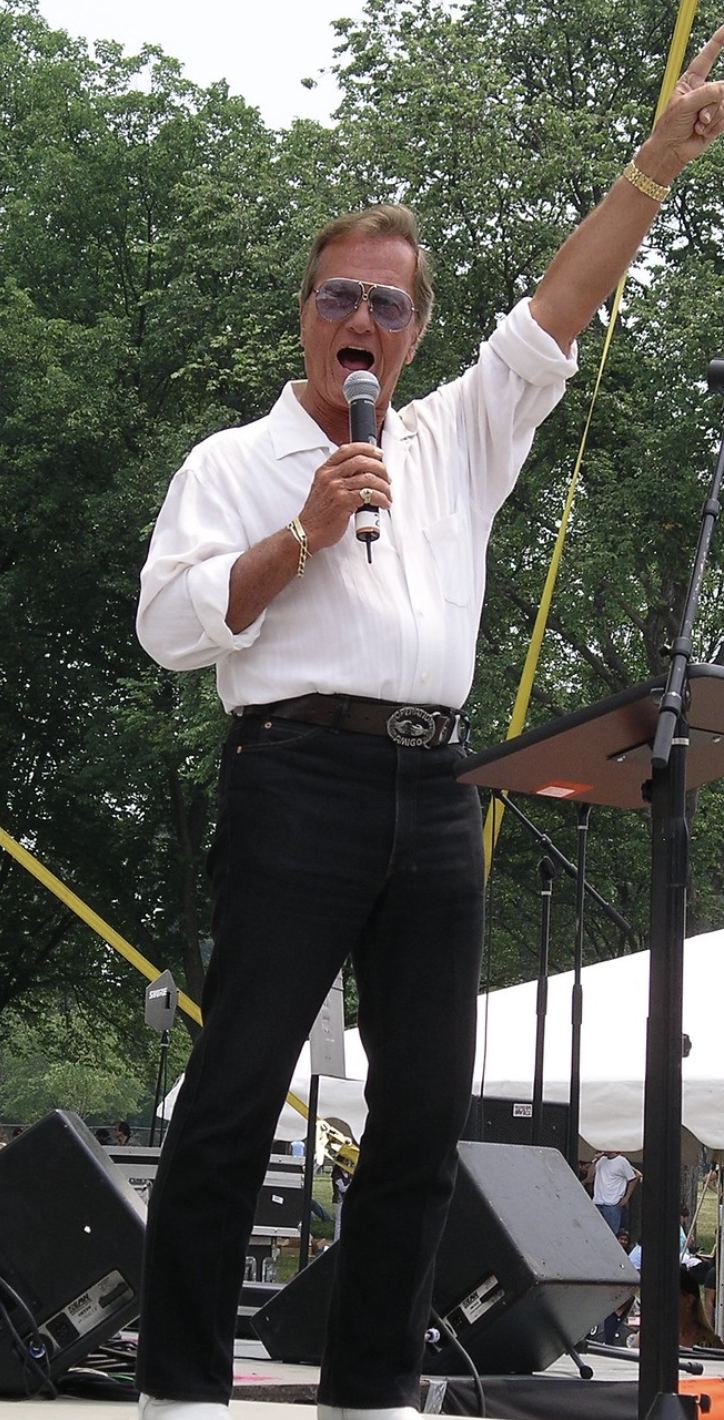
Pat Boone in concerto a Washington nel 2007 in onore del Veterans Day

Tra il 1975 ed il 1980 Boone ha riscosso un discreto successo nelle classifiche di musica country, piazzando 5 canzoni nella Top 100 (Texas Woman, Indiana Girl, Colorado Country Morning, I'd Do It With You e Oklahoma Sunshine).

#### La parentesi metal e progetti recenti
Nel 1997 pubblica un album di canzoni heavy metal reinterpretate in chiave jazz dal titolo In a Metal Mood: No More Mr. Nice Guy. Per promuovere il disco Boone scherza sulla sua immagine del tipico "bravo ragazzo" e si esibisce vestito come un metallaro, immagine lontana da quella con la quale è diventato famoso. Tale disco riscuote un inaspettato successo commerciale entrando nella Billboard Hot 200 e diventando un album quasi di "culto", in maniera scherzosa, tra gli appassionati del genere.
I suoi album gospel successivi hanno ottenuto un buon successo commerciale e di critica, basti pensare che il suo album del 2006 Golden Treasury of Hymns, è il primo disco di musica gospel a superare il milione di copie vendute. Nel giugno del 2022 Boone pubblica il suo ventottesimo libro, intitolato If: The Eternal Choice We All Must Make.
Boone prosegue tutt'oggi la sua attività concertistica e discografica; il suo album più recente è Country Jubilee, una raccolta dei suoi successi country con l'aggiunta di successi del passato registrati nuovamente; l'album è stato pubblicato nel 2023. Nel 2024 pubblica il singolo "My Stupid Tattoo", un brano comico parlato e cantato.
Boone pubblica il 26 luglio 2024 il suo nuovo singolo, Where Did America Go, una riflessione sulle divisioni politiche della società americana.
Nel 2025 Boone stabilisce un nuovo record, diventando l'artista con il lasso di tempo più lungo tra due canzoni in una classifica Billboard (la Adult Billboard Contemporary): il suo primo singolo in tale classifica fu Moody River (nel 1961) mentre il più recente è la canzone One: Voices for Tanzania, registrata per beneficenza. Il tempo trascorso tra le due canzoni è di 63 anni, otto mesi e 3 settimane.

## Carriera cinematografica

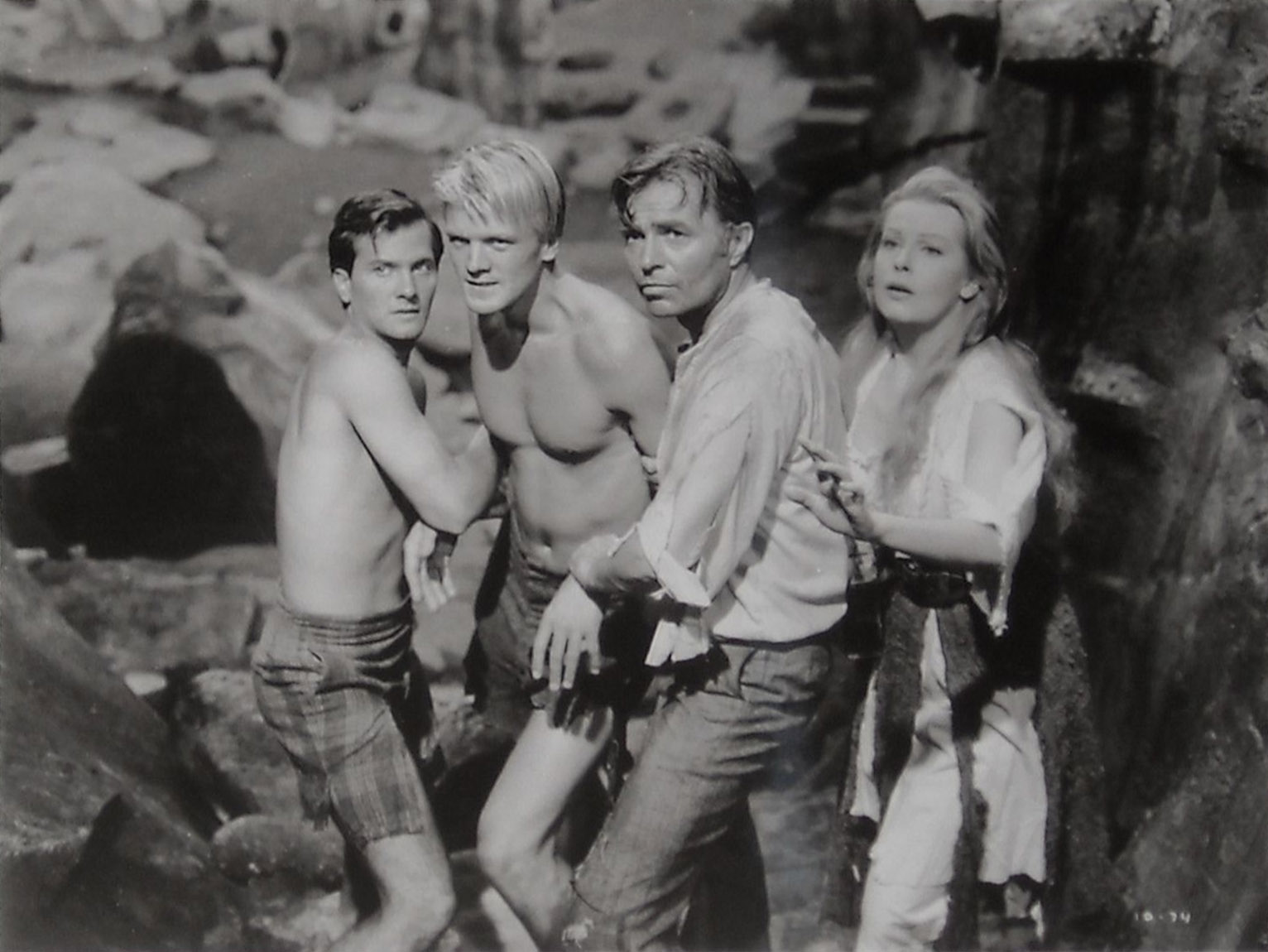
Pat Boone (a sinistra) in una scena del film Viaggio al centro della Terra

Boone scelse di cominciare la propria carriera cinematografica con la 20th Century Fox. Uno dei primi film ai quali avrebbe dovuto partecipare Pat era stato programmato per uscire nel 1956 e avrebbe visto come coprotagonista Marilyn Monroe; alla fine però Boone declinò l'offerta poiché riteneva che il film contenesse troppi elementi immorali e a sfondo sessuale.
Il suo primo vero successo sul grande schermo fu Il sole nel cuore (April Love) (1957), un remake di Due donne e un purosangue (Home in Indiana). Boone disse in una successiva intervista: "questo era il tipo di film di cui avrei voluto farne altri 20: un musical, personaggi accattivanti, un po' di dramma, una buona trama e un lieto fine; è il tipo di film che ti fa sentire bene. Non ho mai voluto fare un film deprimente o immorale".
Meno popolare fu invece una commedia musicale dal titolo Mardi Gras (1958), che fu l'ultimo film del regista Edmund Goulding. Tuttavia, Viaggio al centro della Terra (1959), un racconto di fantascienza, riscosse un enorme successo.
Boone ha inoltre prodotto e recitato in un documentario, Salute to the Teenagers, nel 1960, per poi prendere una pausa dal cinema. È tornato sul grande schermo con una commedia militare, All Hands on Deck (1961), un piccolo successo commerciale.
L'ultimo film di Boone che ottenne un discreto successo commerciale fu The Cross and the Switchblade (1970). Boone prosegue la sua carriera da attore tutt'oggi, è infatti da ricordare la piccola parte che ha interpretato nel film God's Not Dead 2 (2016).

## Vita privata

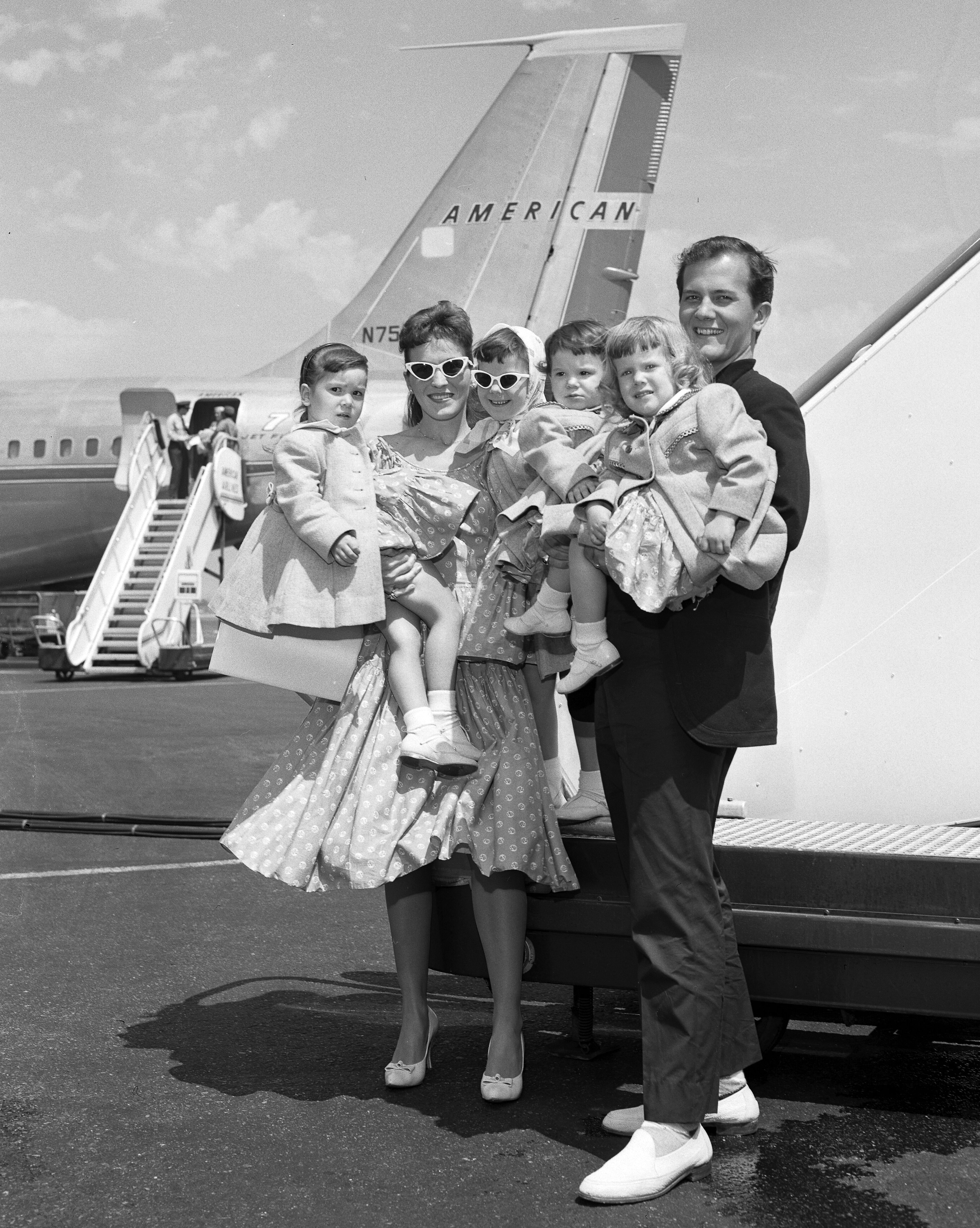
Pat Boone e la moglie Shirley con le quattro figlie nel 1959

### Vita sentimentale e famiglia
Pat Boone si è sposato nel 1953 con Shirley Boone, che gli ha dato quattro figlie: Cherry Boone (1954), Linda Boone (1955), Debby Boone (1956) e Laurey Boone (1958). Le quattro figlie, assieme al padre, si sono esibite con il nome di Pat Boone Family (e successivamente, solo loro quattro come "The Boones"), eseguendo musica gospel. Boone e la sua famiglia hanno partecipato regolarmente per oltre tre decenni alla funzione domenicale della chiesa Church on the Way della città di Van Nuys, in California, il cui noto predicatore e pastore Jack Hayford era amico personale di Boone.
Shirley Boone è morta nel 2019.
Cugino dell'attore Richard Boone, è stato amico di numerose personalità influenti tra le quali Johnny Cash, Elvis Presley, Ronald Reagan, Billy Graham e numerosi altri.

### Politica

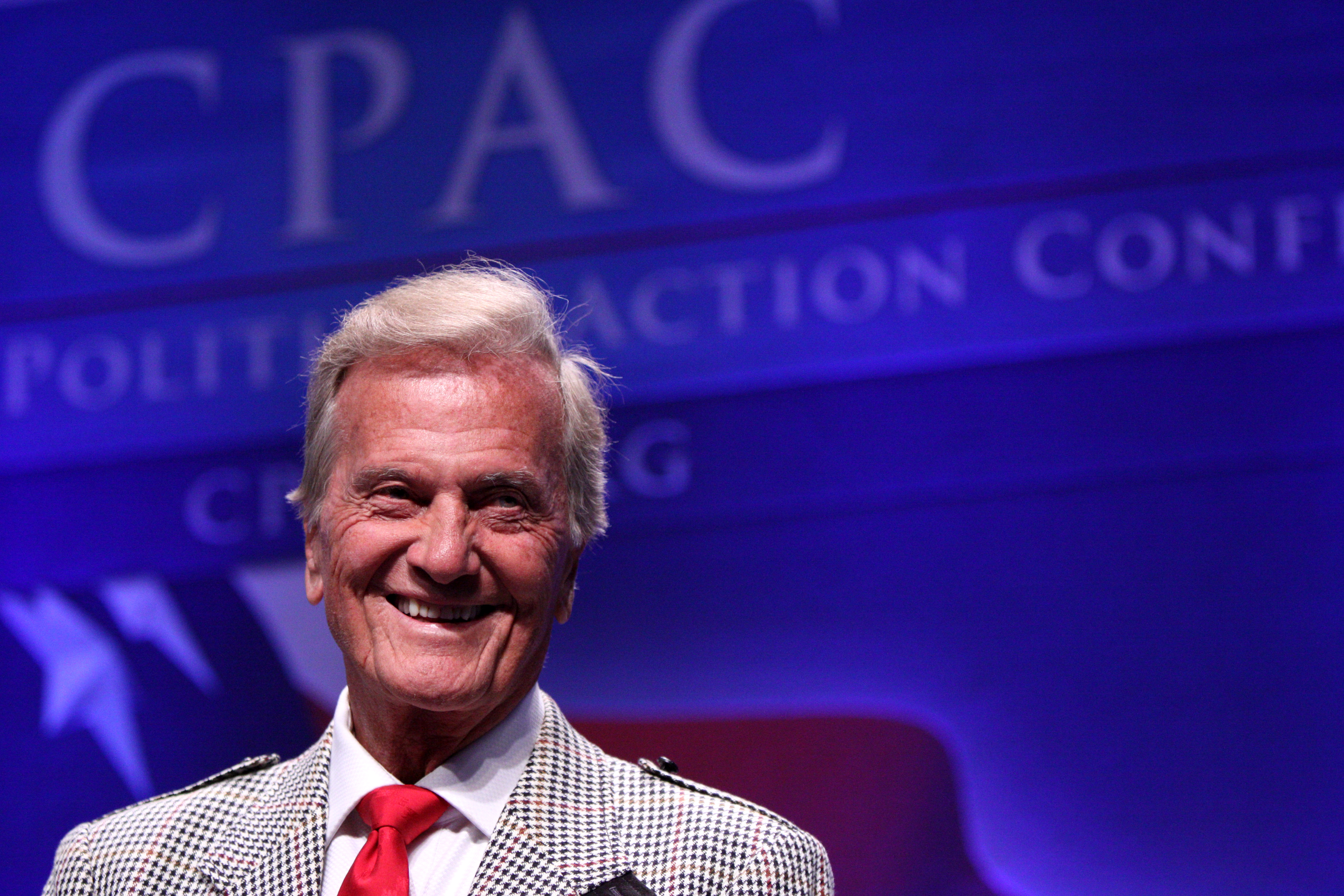
Pat Boone nel 2011 alla conferenza conservatrice CPAC tenutasi a Washington

Boone è stato spesso schietto nell’esprimere le sue opinioni politiche: negli anni ha spesso preso le difese di cause conservatrici e anti-comuniste. Da sempre vicino al Partito repubblicano egli ha finanziato in più occasioni quest’ultimo, come nel 2007 durante le elezioni governative in Kentucky.
Nel 1964 Boone ha appoggiato la presidenza di Barry Goldwater.
Egli ha più volte espresso ammirazione per Benjamin Netanyahu, incontrandolo in varie occasioni; Boone è infatti noto per il suo supporto allo stato di Israele per il quale ha scritto il testo di una canzone (considerata un "secondo inno nazionale") sulle note della colonna sonora della pellicola Exodus del 1960.
Negli anni '60, Boone si oppose fermamente alla segregazione razziale negli Stati Uniti, diventando uno dei primi artisti bianchi a collaborare con cantanti afroamericani. Durante diversi suoi tour in Sudafrica, egli si schierò contro l'apartheid.
Boone si è opposto alla legalizzazione dei matrimoni tra persone dello stesso sesso e all'aborto. Ha in più occasioni messo in dubbio la veridicità della teoria evoluzionistica di Darwin e ritiene che essa non debba essere insegnata nelle scuole.

### Attività filantropica
Pat Boone e la moglie Shirley sono stati molto attivi per quanto riguarda le attività di beneficenza. Insieme hanno sostenuto la nascita di Mercy Corps nel 1981, un'organizzazione umanitaria globale che si occupa di crisi e sviluppo in oltre 40 paesi. Questa iniziativa ha avuto origine da un progetto precedente, chiamato Save the Refugees, che Shirley ha lanciato durante la crisi cambogiana del 1979. 
Tra le tante iniziative, Pat e Shirley hanno anche contribuito alla creazione del Shirley and Pat Boone Life Center in Tanzania. Questo centro fornisce acqua potabile, cure mediche e istruzione alle comunità locali. I due coniugi anche sostenuto, attraverso una donazione milionaria, la fondazione Shirley and Pat Boone Center for the Family presso la Università Pepperdine, che educa gli studenti a costruire relazioni morali e sane.

### Attività imprenditoriale
Pat Boone è anche un imprenditore attivo in diversi campi. Nel 1972 ha fondato la Lamb & Lion Records, una etichetta discografica che produceva artisti cristiani contemporanei come la figlia Debby Boone. Oggi la Lamb & Lion Records fa parte della etichetta Gold Label Artist, sempre fondata da Boone. Egli è stato inoltre proprietario della società professionista di basket, gli Oakland Oaks, squadra che militava nell'ABA, poi diventata la NBA.

## Religione

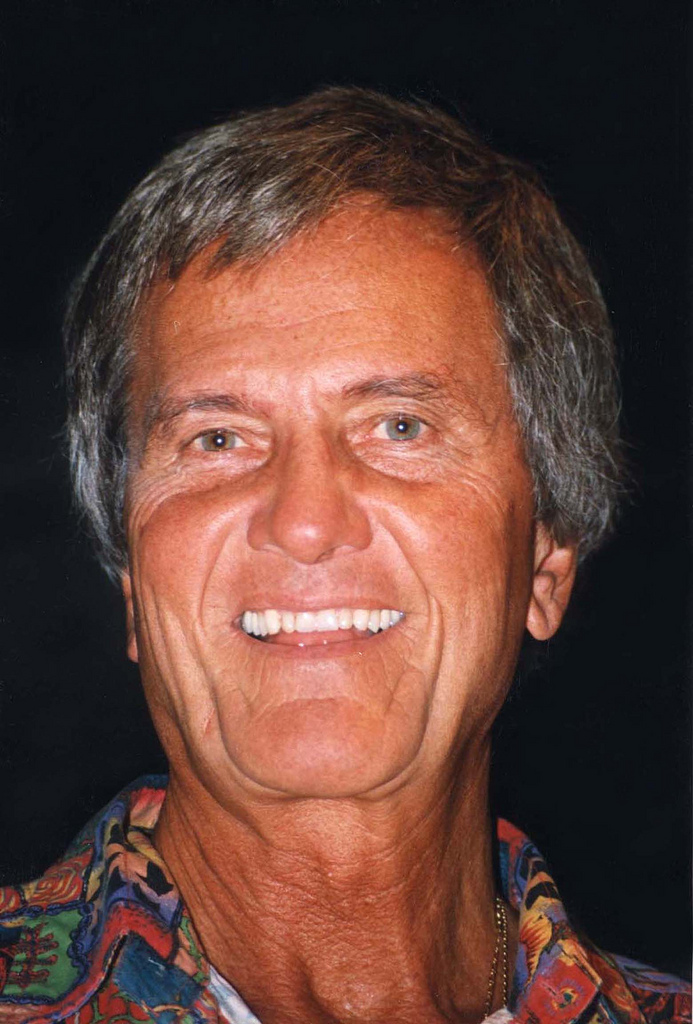
Pat Boone a Washington nel 1997

Pat Boone, oltre che per la sua carriera artistica, è noto per il suo impegno attivo nella diffusione della Bibbia e degli insegnamenti del cristianesimo. Oltre che attraverso le sue canzoni gospel e spiritual, Boone ha cercato di diffondere il vangelo anche attraverso numerosi libri riguardo alla religione cristiana e a vari argomenti ad essa collegati.
A causa della sua fede egli ha rinunciato in più occasioni ad opportunità di lavoro che riteneva essere immorali; nel 1956, ad esempio, avrebbe dovuto recitare con Marilyn Monroe in un film a cui però non prese parte a causa degli eccessivi elementi a sfondo sessuale che caratterizzavano la pellicola.
A causa dell’abuso di alcool da parte di Boone negli anni sessanta, il suo matrimonio entrò in crisi. Dopo essere entrata in contatto con il Movimento Carismatico, la moglie si dedicò alla religione e influenzò Pat e le figlie in questo senso.
Negli anni '70, Boone comincia ad ospitare nella sua residenza di Beverley Hills delle lezioni private sulla Bibbia e sulla storia di Gesù. A tali lezioni presero parte numerose star internazionali come Doris Day, Glenn Ford e Priscilla Presley.
Spesso hanno fatto discutere alcune sue dichiarazioni, come quelle fatte nel 1961 al Pepperdine College: “Preferirei vedere le mie quattro figlie morire bambine ma con la fede in Dio piuttosto che lasciarle morire qualche anno dopo come comuniste senza Dio, senza fede e senza anima".
Nella primavera del 1964, Boone parlò al raduno "Project Prayer" allo Shrine Auditorium di Los Angeles per sollecitare il Congresso in difesa della pratica della preghiera nelle scuole, che la Corte Suprema aveva abolito perché in conflitto con il primo emendamento. Al raduno erano presenti, oltre a Boone, Walter Brennan, Lloyd Nolan, Rhonda Fleming, Gloria Swanson e Dale Evans. Boone dichiarò: "Quello che i comunisti vogliono è traviare i nostri giovani... Io credo nel potere degli americani, io credo nella saggezza della nostra costituzione... il potere di Dio". Il raduno fu sostenuto anche da Roy Rogers, John Wayne e Ronald Reagan, tra gli altri.
Nel 1970 interpretò il personaggio del predicatore David Wilkerson nel film La croce e il coltello, film che fu girato nei quartieri stessi dove si verificarono i fatti riportati nel libro autobiografico di Wilkerson.

## Stile musicale

### Generi musicali
Pat Boone è noto per la poliedricità di stili musicali che ha sperimentato nel corso della sua lunghissima carriera. In oltre 2.600 registrazioni ufficiali, Boone ha interpretato brani pop, gospel, spirituals, musica natalizia, rock and roll, rhythm and blues, musica leggera, ballate e rock.
Le canzoni da lui registrate provengono sia dalla tradizione popolare sia dall'American Songbook. Non mancano numerosi brani da lui stesso composti sia per quanto riguarda i testi che le musiche.

### Profilo vocale
La voce di Pat Boone è da baritono leggero, differendo leggermente da numerosi altri artisti di grande popolarità negli anni cinquanta e sessanta i quali erano dotati di un timbro più scuro. Nonostante questa peculiarità, lo stile canoro di Boone non si allontanava molto dai canoni classici dei crooner statunitensi come Bing Crosby, Dean Martin e Frank Sinatra. Inizialmente il suo stile era improntato verso un approccio più confidenziale e talvolta quasi parlato anche se non mancavano numerosi accorgimenti rispetto alla dizione vocale e agli arrangiamenti dei brani.
Durante i suoi anni di attività Boone è riuscito a conciliare nella sua discografia la presenza di brani più semplici con quella di brani tecnicamente più complessi ed elaborati. A differenza di quanto solitamente avviene, soprattutto nelle voci maschili, il suo timbro è rimasto pressoché invariato durante settant'anni di carriera senza alcun accenno di "abbassamento" verso registri più scuri. Per questo motivo la sua voce è considerata una delle più longeve nella storia della musica registrata.

## Popolarità
Si stima che nel corso della sua carriera egli abbia effettuato più di 2.600 registrazioni ufficiali, facendone quindi uno degli artisti più prolifici nella storia della musica.
Nel corso della sua lunghissima carriera ha raggiunto per 38 volte la top 40 delle classifiche statunitensi, raggiungendo 6 volte la prima posizione. Egli è stato fino agli anni 2010 l'artista che è rimasto nelle classifiche statunitensi per il maggior numero di settimane in maniera continuativa con almeno un singolo nella top 100 (con un totale di 220 settimane in classifica).
Secondo la nota rivista Billboard, Boone è stato l'unico artista in grado di rivaleggiare con Elvis Presley nelle classifiche nazionali alla fine degli anni '50.

## Discografia

### Album in studio
- 1956 - Pat Boone
- 1956 - Howdy!
- 1957 - "Pat"
- 1957 - Hymns We Love
- 1957 - Pat Boone Sings Irving Berlin
- 1958 - Star Dust
- 1958 - Yes Indeed!
- 1959 - Tenderly
- 1959 - Side by Side (con Shirley Boone)
- 1959 - He Leadeth Me
- 1959 - White Christmas
- 1960 - Moonglow
- 1960 - This and That
- 1960 - Great! Great! Great!
- 1961 - Moody River
- 1961 - My God and I
- 1962 - I'll See You in My Dreams
- 1962 - Pat Boone Reads from the Holy Bible
- 1962 - I Love You Truly (con Shirley Boone)
- 1963 - Pat Boone Sings
- 1963 - Guess Who?
- 1963 - Pat Boone Sings Days of Wine and Roses and Other Movie Themes
- 1963 - The Star Spangled Banner
- 1963 - Tie Me Kangaroo Down Sport
- 1964 - Sing Along Without Pat Boone!
- 1964 - The Touch of Your Lips
- 1964 - Ain't That a Shame
- 1964 - The Lord's Prayer and Other Great Hymns
- 1964 - Boss Beat!
- 1964 - Near You
- 1965 - Blest Be the Tie That Binds
- 1965 - The Golden Era of Country Hits
- 1965 - My 10th Anniversary with Dot Records
- 1965 - Pat Boone Sings Winners of the Reader's Digest Poll
- 1966 - Great Hits of 1965
- 1966 - Memories
- 1966 - Wish You Were Here, Buddy
- 1966 - Christmas Is A Comin'
- 1967 - How Great Thou Art
- 1967 - I Was Kaiser Bill's Batman
- 1968 - Look Ahead
- 1969 - Departure
- 1970 - Songs for Jesus Folk
- 1972 - In the Holy Land
- 1972 - The New Songs of the Jesus People
- 1973 - All in the Boone Family
- 1973 - Born Again
- 1973 - Family Who Prays
- 1973 - Pat Boone S-A-V-E-D
- 1973 - I Love You More and More Each Day
- 1973 - Pat Boone with the First Nashville Jesus Band
- 1973 - Thank You Dear Lord
- 1974 - The Pat Boone Family
- 1974 - Songs from the Inner Court
- 1975 - Something Supernatural
- 1976 - Texas Woman
- 1977 - The Country Side of Pat Boone
- 1977 - Miracle Merry-Go-Round
- 1979 - Just the Way I Am
- 1981 - Songmaker
- 1982 - A Pocketful of Hope
- 1984 - Pat Boone Sings Golden Hymns
- 1994 - I Remember Red: A Tribute to Red Foley
- 1994 - The Pat Boone Family Christmas
- 1997 - In a Metal Mood: No More Mr. Nice Guy
- 1999 - Echoes of Mercy
- 2000 - The Miracle of Christmas
- 2002 - American Glory
- 2005 - Nearer My God to Thee
- 2005 - Glory Train: The Lost Sessions
- 2005 - Dream of Ireland
- 2006 - Hopeless Romantic
- 2006 - We Are Family: R&B Classics
- 2006 - Ready to Rock
- 2006 - In A Symphonic Mood
- 2007 - The True Spirit of Christmas
- 2010 - Near
- 2014 - Legacy
- 2015 - Pat Boone's Favourite Bible Stories & Sing-Along Songs

### Canzoni al primo posto negli Stati Uniti (Billboard Hot 100)
- "Ain't That a Shame" (nel 1955)
- "I Almost Lost My Mind" (nel 1956)
- "Don't Forbid Me" (nel 1957)
- "Love Letters in the Sand" (nel 1957)
- "April Love" (nel 1957)
- "Moody River" (nel 1961)

### Canzoni al primo posto nel Regno Unito (UK Singles chart)
- "I'll Be Home" (nel 1956)

## Filmografia
- La donna del sogno (Bernardine), regia di Henry Levin (1957)
- Il sole nel cuore (April Love), regia di Henry Levin (1957)
- Martedì grasso (Mardi Gras), regia di Edmund Goulding (1958)
- Viaggio al centro della Terra (Journey to the Center of the Earth), regia di Henry Levin (1959)
- Tutti pazzi in coperta (All Hands on Deck), regia di Norman Taurog (1961)
- La grande attrazione (The Main Attraction), regia di Daniel Petrie (1962)
- Alla fiera per un marito (State Fair), regia di José Ferrer (1962)
- L'assassino viene ridendo (The Yellow Canary), regia di Buzz Kulik (1963)
- The Horror of It All, regia di Terence Fisher (1964)
- Never Put It in Writing, regia di Andrew L. Stone (1964)
- Ciao, Charlie (Goodbye Charlie), regia di Vincente Minnelli (1964)
- La più grande storia mai raccontata (The Greatest Story Ever Told), regia di George Stevens (1965)
- I pericoli di Paolina (The Perils of Pauline), regia di Herbert B. Leonard (1967)
- Stranieri nella notte (The Pigeon), regia di Earl Bellamy (1969)
- La croce e il coltello (The Cross and the Switchblade), regia di Don Murray (1970)
- Simon the Lamb - voce di The Shepherd (1994)
- God's Not Dead 2 - Dio non è morto 2, regia di Harold Cronk (2016)
- A Cowgirl's Story, regia di Timothy Armstrong (2017)
- Boonville Redemption, regia di Don Schroeder (2019)
- The Mulligan, regia di Michael O. Sajbel (2022)
- Reagan: Un presidente sotto i riflettori, regia di Sean McNamara (2024)

### Doppiatori italiani
- Nando Gazzolo in Il sole nel cuore
- Pino Locchi in Viaggio al centro della Terra
- Michele Kalamera in God's Not Dead 2

## Opere letterarie
- Twixt Twelve and Twenty: Pat talks to Teenagers (1958) Prentice Hall
- Between You, Me and the Gatepost (1960) Prentice Hall
- The Solution to Crisis-America (1970) F. H. Revell Co, ISBN 0-8007-8081-7
- A Miracle Saved My Family (1971) Oliphants, ISBN 0-551-00640-4
- The Real Christmas (1972) F. H. Revell Co, ISBN 0-8007-0546-7
- Joy! (1973) Creation House, ISBN 0-88419-060-9
- My Brother's Keeper? (1975) Victory Press, ISBN 0-85476-237-X
- My Faith (1976) C. R. Gibson Co, ISBN 0-8378-1764-1
- To Be or Not to Be an SOB: A Reaffirmation of Business Ethics (1979) Wordware Publishing, Incorporated, ISBN 0-89015-737-5
- The Honeymoon Is Over (1980) Creation House, ISBN 0-88419-130-3
- Marrying for Life: A Handbook of Marriage Skills (1982) HarperCollins Publishers, ISBN 0-86683-674-8
- Pray to Win (1982) Putnam Pub Group, ISBN 0-399-12494-2
- Pat Boone's Favorite Bible Stories (1984) Creation House, ISBN 0-88419-245-8
- Pat Boone's Favorite Bible Stories for the Very Young (1984) Random House of Canada, Limited, ISBN 0-394-85891-3
- A Miracle a Day Keeps the Devil Away (1986) Revell, ISBN 0-8007-0693-5
- New Song (1988) Impact Books, ISBN 0-86608-003-1
- Miracle of Prayer (1989) Zondervan, ISBN 0-310-22131-5
- The Human Touch: The Story of the National Easter Seal (1990) Certification Review, ISBN 0-914373-22-6
- Jesus Is Alive (1990) Thomas Nelson Inc, ISBN 1-55894-219-X
- Double Agent (2002) Publish America, Incorporated, ISBN 1-59129-469-X
- Goodnight, Whatever You Are!: My Journey with Zacherley, the Cool Ghoul (2006) Tradeselect Limited, ISBN 1-933384-03-4
- Pat Boone's America: A Pop Culture Treasury of the Past Fifty Years (2006) B&H Publishing Group, ISBN 0-8054-4376-2
- Culture-Wise Family: Upholding Christian Values in A Mass-Media World (2007) Gospel Light Publications, ISBN 0-8307-4355-3
- The Marriage Game (2007) New Leaf Press, Inc., ISBN 0-89221-114-8
- Questions About God: And the Answers That Could Change Your Life (2008) Lighthouse Publishing, ISBN 1-935079-13-1
- Pat Boone Devotional Book (2009) G. K. Hall, ISBN 0-8161-6630-7
- If: The Eternal Choice We All Must Make: Pat Boone, ISBN 9781948014458

## Citazioni su Pat Boone
(Elvis Presley in un'intervista del 1958)
(Johnny Cash, nelle note di copertina dell'album S-A-V-E-D del 1973)